# Yucuita
Yucuita (do mixteco Yúku'ita, Monte das flores) é um sítio arqueológico localizado no município mixteco de San Juan Yucuita (ocidente do estado de Oaxaca, México). Foi fundado pelos mixtecas durante o período pré-clássico como uma pequena aldeia dedicada à agricultura e ao comércio de obsidiana. Devido à sua antiguidade e à continuidade da sua ocupação por grupos humanos - desde o século XIV a.C. até ao século IX - Yucuita é um dos mais bem estudados sítios da cultura mixteca.

## Descrição
Situada numa pequena planície da Serra Mixteca de Oaxaca, a zona arqueológica de Yucuita situa-se 86 km para noroeste de Oaxaca de Juárez, a capital do estado. Ainda que as populações mixtecas pré-colombianas não se caracterizem por uma arquitectura monumental, em Yucuita conservam-se dois complexos arquitectónicos que foram objecto de numerosas investigações desde a década de 1930, quando Estebán Avendaño explorou a zona em 1933. Um dos complexos arquitectónicos de Yucuita destinava-se à habitação da elite governante da povoação. Está composto por uma plataforma construída sobre a encosta de um monte, sobre a qual se situam os restos de um conjunto habitacional construído em redor de um pátio central. O segundo complexo corresponde ao centro cerimonial, do qual apenas restam vestígios da plataforma e dois muros de grandes dimensões.